# Leucocnemis
Leucocnemis é um gênero de traça pertencente à família Arctiidae.